# Графство Линген
Графството Линген (на немски: Grafschaft Lingen) е територия на Свещената Римска империя в Доленрейнски-Вестфалски окръг от 1150 до 1702 г.

## История
Графството Линген е отделено през 1493 г. от Графство Текленбург. Конрад фон Текленбург-Шверин, граф на Текленбург, наследява през 1541 г. Графство Линген от неженения си чичо граф Николаус IV.
Император Карл V купува през 1551 г. графството Линген за 120 000 златни гулдена и го дава на сестра си Мария Хабсбург, която е щатхалтер на Испанска Нидерландия. Карл V дава през 1555 г. графството Линген заедно с Хабсбургските си собствености и бургундските си земи на своя най-голям син Филип II, който чрез това става крал на Испания.
След смъртта на крал Уилям III от Англия през 1702 г. Графство Линген е наследено от крал Фридрих I в Прусия, което той обединява през 1707 г. отново с купеното Графство Текленбург.
През 1807 г. графството е окупирано от французите. През 1809 г. е дадено на Велико херцогство Берг и през 1810 г. на Франция. През 1814 г. графството попада отново на Прусия. През 1815 г. Линген е част от новообразуваното Кралство Хановер. През 1824 г. долното графство Линген чрез папа Лъв XII e обединено с епископия Оснабрюк.